# Élections générales saskatchewanaises de 1944
L'élection générale saskatchewanaise de  se déroule le 15 juin 1944 afin d'élire les députés de l'Assemblée législative de la Saskatchewan. Il s'agit de la 10e élection générale en Saskatchewan depuis la création de cette province du Canada en 1905.
Cette élection est célèbre pour être la première élection au Canada et même en Amérique septentrionale dont le résultat permet à un gouvernement socialiste d'être élu, en l'occurrence le Commonwealth coopératif.

## Résultats
| Parti                                | Parti                     | Chef                | # de candidats | Sièges | Sièges | Sièges   | Voix    | Voix    | Voix     |
| Parti                                | Parti                     | Chef                | # de candidats | 1938   | Élus   | % Diff.  | #       | %       | % Diff.  |
| ------------------------------------ | ------------------------- | ------------------- | -------------- | ------ | ------ | -------- | ------- | ------- | -------- |
|                                      | Commonwealth coopératif   |                     | 52             | 10     | 47     | +327,3 % | 211 364 | 53,13 % | +34,40 % |
|                                      | Libéral                   |                     | 52             | 38     | 5      | -86,5 %  | 140 901 | 35,42 % | -10,03 % |
|                                      | Progressiste-conservateur |                     | 39             | -      | -      | -        | 42 511  | 10,69 % | -1,18 %  |
|                                      | Ouvrier progressiste      |                     | 3              | -      | -      | -        | 2 067   | 0,52 %  | -1,41 %  |
|                                      | Indépendant               | Indépendant         | 5              | -      | -      | -        | 705     | 0,18 %  | -0,73 %  |
|                                      | Crédit social             |                     | 1              | 2      | -      | -100 %   | 249     | 0,06 %  | -15,84 % |
|                                      | Libéral indépendant       | Libéral indépendant | 1              | *      | -      | *        | 5       | x       | *        |
| Total                                | Total                     | Total               | 160            | 52     | 52     | -        | 440 742 | 100 %   |          |
| Source : (en) Elections Saskatchewan |                           |                     |                |        |        |          |         |         |          |

 Notes :
* N'a pas présenté de candidats lors de l'élection précédente.
x - moins de 0,005 % du vote populaire

### Résultats par circonscription
A
B
C
E
G
H
K
L
M
N
P
Q
R
S
T
W
Y